# Ömer Çatkıç
Ömer Çatkıç (ur. 15 października 1974 w Eskişehir) – turecki piłkarz występujący na pozycji bramkarza w Antalyasporze.

## Kariera
Ömer Çatkıç zaczynał karierę w wieku 21 lat w Eskisehirsporze, skąd po roku przeszedł do Sariyer GK Spor. W tym zespole wytrzymał również rok, z tym, że w poprzednim klubie rozegrał aż 26 meczów więcej. Po tym epizodzie na długie 7 lat związał się z Gaziantepsporem. Był tu podstawowym zawodnikiem, lecz przed sezonem 2004–2005 zmienił drużynę na Gençlerbirliği SK. W ciągu 2 lat wystąpił w 50 meczach, by w połowie 2006 roku przejść do Bursasporu. Następnie przez jeden sezon reprezentował barwy Gaziantepsporu, a od 2008 roku gra w Antalyasporze.
W reprezentacji Turcji Çatkıç debiutował w 2000 roku i grał w niej do 2005 roku. Był rezerwowym bramkarzem na ME 2000 i MŚ 2002, gdzie wraz z kolegami wywalczył brązowy medal.

## Sukcesy
- 3. miejsce na Mistrzostwach Świata w 2002 roku
- ćwierćfinał Mistrzostw Europy 2000 z reprezentacją Turcji